# Janus (tortue)
Janus est une tortue grecque à deux têtes mâle, née le 3 septembre 1997 au Muséum d'histoire naturelle de Genève. Mascotte de l'institution, l'animal y fête ses 25 ans en 2022, atteignant ainsi le record de longévité pour une tortue bicéphale.

## Biographie
Janus naît au Muséum d'histoire naturelle de Genève le 3 septembre 1997, dans l'une des couveuses que l'institution mettait alors à disposition des privés, et son propriétaire en fait don au Muséum. C'est un mâle, et son nom fait référence au dieu romain à deux têtes Janus. C'est une anomalie du développement, et non génétique, qui explique sa bicéphalie. Chaque tête a un cerveau indépendant ; l'une a un caractère plus dominant (celle de droite) alors que l'autre est plus flegmatique.
Dans la nature, les tortues cachent leur tête et leurs pattes sous leur carapace pour se protéger des prédateurs. Avec ses deux têtes, Janus n'a pas la place pour rentrer dans sa carapace et l'animal n'aurait pas vécu longtemps autrement qu'en captivité. Aussi, ses déplacements ne sont pas entièrement coordonnés : les deux têtes peuvent essayer de prendre des directions opposées, la tortue « glisse plutôt qu'elle ne marche » et ne parvient pas à se remettre à l'endroit si elle se retourne sur le dos en raison de sa malformation. En revanche, grâce aux soins prodigués par ses soigneurs (nourriture optimisée, bains tièdes, séances d'UV, promenades, massages…), Janus détient le record de longévité pour une tortue bicéphale, fêtant ses 20 ans en 2017 alors que les records de longévité précédents n'excèdent pas quelques années,. L'animal est castré, les montées d'hormones l'agitant trop intensément et menaçant sa santé, et une attention particulière est prêtée à la conception des terrariums où elle évolue pour lui éviter de se retourner, avec un sol ni trop lisse ni trop rugueux pour faciliter ses déplacements.
Janus est devenu la mascotte du Muséum d'histoire naturelle de Genève, succédant au caïman à lunettes Maïcan mort en 1994, lui-même ayant remplacé Ali, un alligator d'Amérique présenté depuis l'ouverture du bâtiment de Malagnou en 1966 jusqu'à sa mort en 1990 dans le bassin central du hall d'entrée du muséum,. Lors du Mois du film documentaire, créé en 2005, le Muséum de Genève remet un « Janus d'or », trophée récompensant les meilleurs films de science et nature.